# Sergio Escudero
Sergio Ariel Escudero (Grenada, 1 september 1988) is een in Spanje geboren, in 2007 tot Japanner genaturaliseerde betaald voetballer die bij voorkeur op het middenveld speelt. Hij debuteerde in 2005 in het profvoetbal in het shirt van Urawa Red Diamonds, waar hij de jeugdopleiding afmaakte.
Escudero verhuisde op driejarige leeftijd naar Japan omdat zijn vader (die ook Sergio Ariel Escudero heet) daar werkte. Hij ging voetballen bij een lokale club. Na vijf jaar in Japan gewoond te hebben, verhuisde hij naar Argentinië. Daar werd hij opgenomen in de jeugdopleiding van voetbalclub CA Vélez Sársfield, waarvoor zijn vader en oom eerder speelden. Hij werd opgeroepen voor het Argentijns voetbalelftal onder vijftien jaar.
In 2001 keerde Escudero terug naar Japan en speelde er voor het jeugdelftal van Urawa Red Diamonds, waarvoor hij op 15 april 2005 tegen Albirex Niigata in de hoofdmacht debuteerdeler. Op 11 juni 2007 nam hij het Jappanerschap aan en werd hij officieel inwoner van Japan, waardoor hij uit mocht gaan komen voor het Japans voetbalelftal. In 2007 ging hij met een Japanse jeugdselectie naar het WK U-20 in Canada.

## Clubs
- 2005  Urawa Red Diamonds (J-League)
- 2006  Urawa Red Diamonds (J-League)
- 2007  Urawa Red Diamonds (J-League)
- 2008  Urawa Red Diamonds (J-League)
- 2009  Urawa Red Diamonds (J-League)
- 2010  Urawa Red Diamonds (J-League)